# Gagrellula virescens
Gagrellula virescens is een hooiwagen uit de familie Sclerosomatidae.